# San Nicola da Tolentino (Venedig)

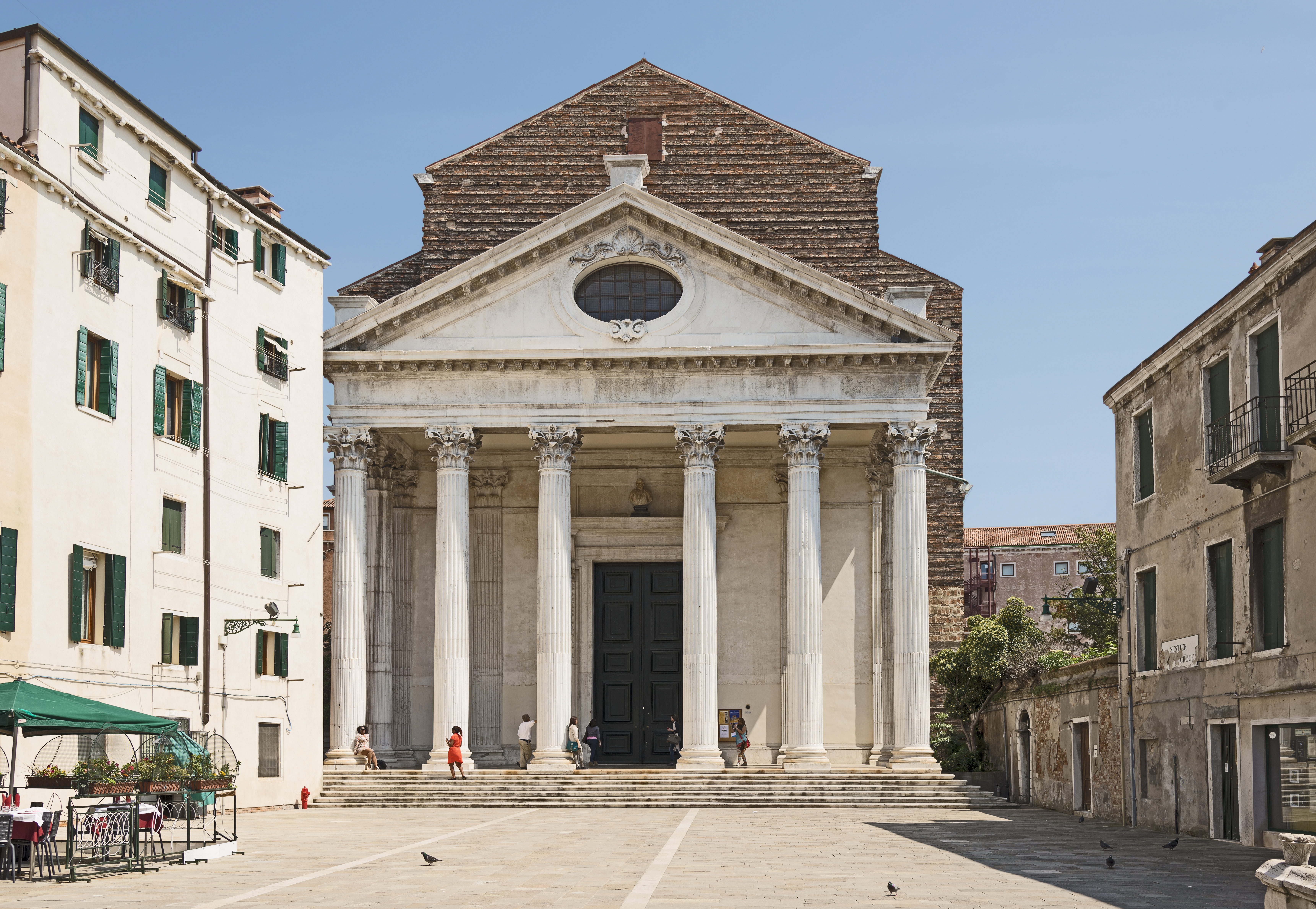
San Nicola da Tolentino, Fassade

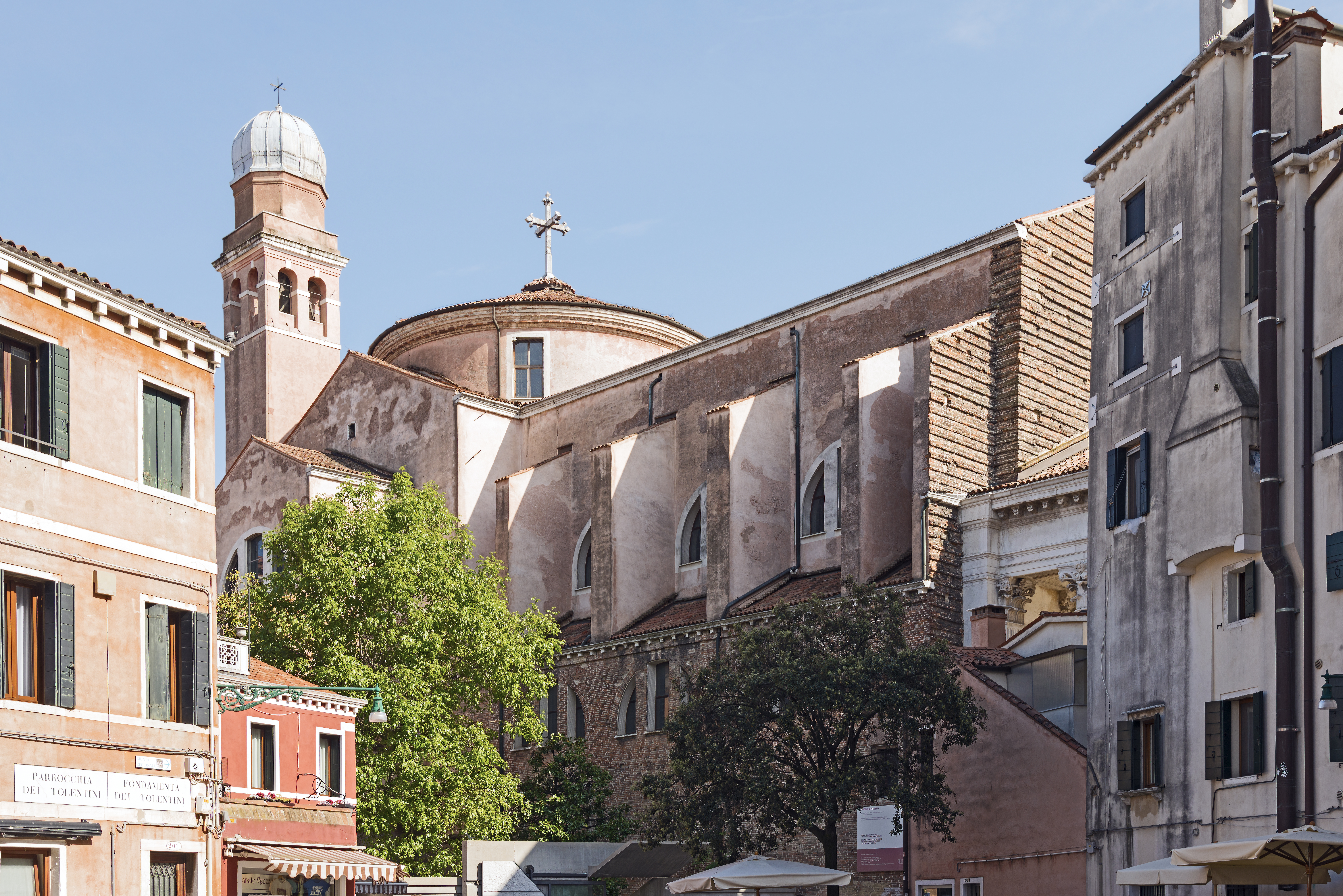
Die Nordseite der Kirche mit dem Campanile.

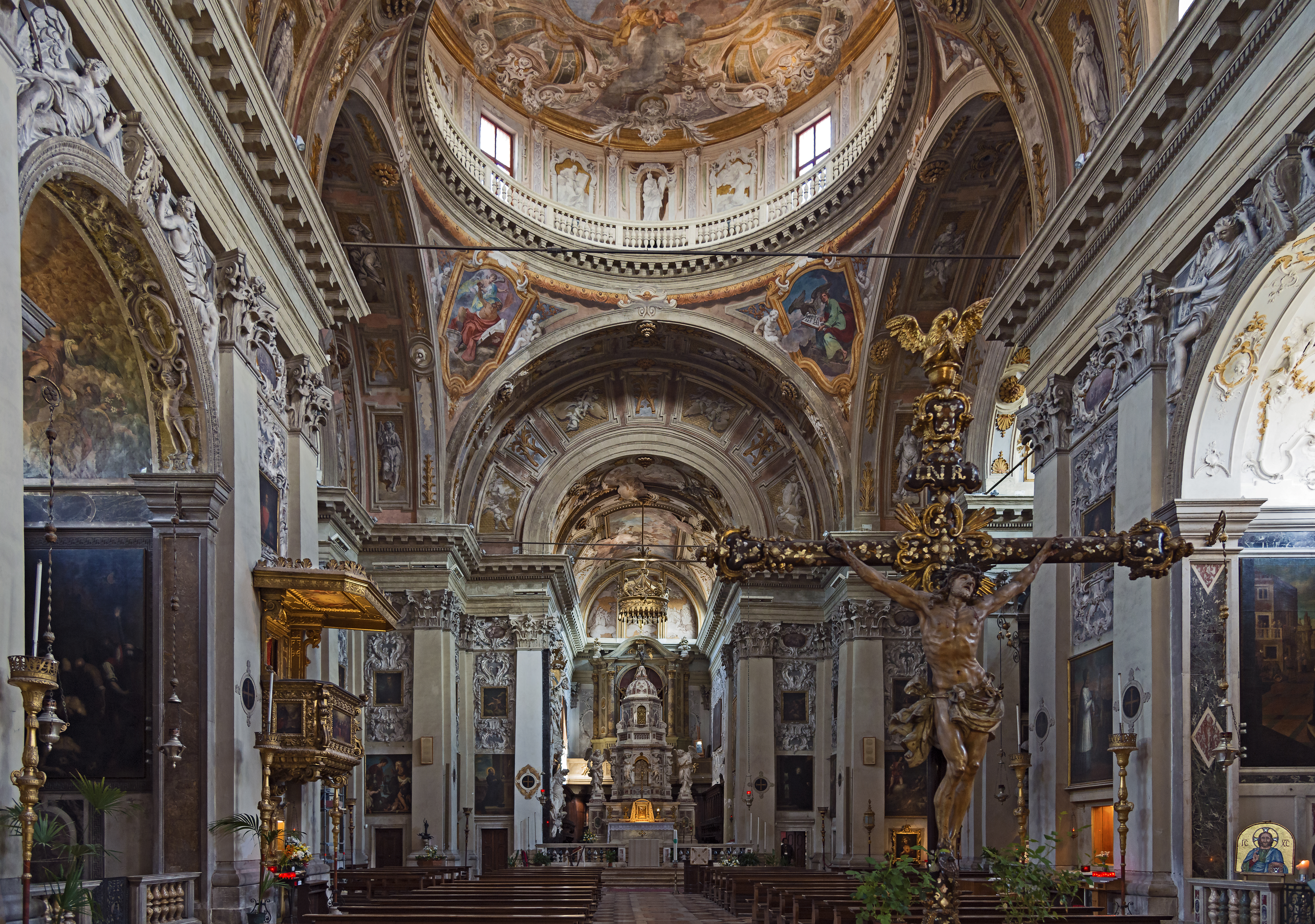
Innenraum

 San Nicola da Tolentino genannt I Tolentini ist eine barocke Kirche in Venedig im Sestiere Santa Croce in der Nähe des Piazzale Roma. Patron der Kirche ist der Hl. Nikolaus von Tolentino.

## Geschichte
San Nicola ist die Kirche des gleichnamigen Klosters am Rio I Tolentini in Venedig. Nach dem Sacco di Roma 1527 war der Gründer des Theatinerordens, Gaetan di Thiene, aus Rom nach Venedig geflüchtet und hatte für seine Mönchsgemeinde vom Senat das Kloster San Nicola erhalten. Die Theatiner engagierten sich in Venedig in der Armenfürsorge, der Krankenpflege und besonders als Helfer während der Pestepidemie von 1528.
Erbaut wurde die Kirche von Vincenzo Scamozzi zwischen 1591 und 1602. Zwischen 1706 und 1714 entstand der Pronaos mit Tempelgiebel nach dem Entwurf Andrea Tiralis. Die Vierung der Kirche war ursprünglich überkuppelt. Die Kuppel stürzte jedoch bald nach ihrer Vollendung ein und wurde durch ein Flachdach über dem Kuppeltambour mit einer illusionistisch gemalten Kuppel von Gerolamo Mengozzi Colonna ersetzt. Während des Bombardements der Stadt von 1849 durch österreichische Truppen geriet auch I Tolentini unter Beschuss. Eine Kanonenkugel durchdrang die Decke, blieb vor dem Hauptaltar liegen und wurde später als Erinnerungsstück in die Fassade eingepasst.
Das ehemalige Konventsgebäude der Tolentiner, 1956–68 modernisiert durch Daniele Calabi und mit einem Eingang von Carlo Scarpa versehen, ist heute Sitz der Università Iuav di Venezia.

## Architektur
Scamozzis Longitudinalbau mit Seitenkapellen und überkuppelter Vierung orientiert sich an Palladios Konzept für einen modernen Kirchenbau, der den Tridentiner Vorgaben für einen modernen Kirchenbau entsprach und das Palladio im Redentore und in San Giorgio Maggiore bereits ausgeführt hatte.
Der schmucklosen Fassade aus Ziegelmauerwerk ist eine große tempelartige Vorhalle mit sechs korinthischen Säulen und einem Dreiecksgiebel mit einem ornamental geschmückten querovalen Okulus vorgelagert. Erbaut wurde er von Andrea Tirali zwischen 1706 und 1714.
Der Campanile der Kirche aus dem frühen 18. Jahrhundert ist 47 m hoch. Über der mit vier Biforienfenstern geöffneten Glockenstube erhebt sich ein achteckiger Tambour mit einem kupfergedeckten Zwiebelturm.

## Ausstattung

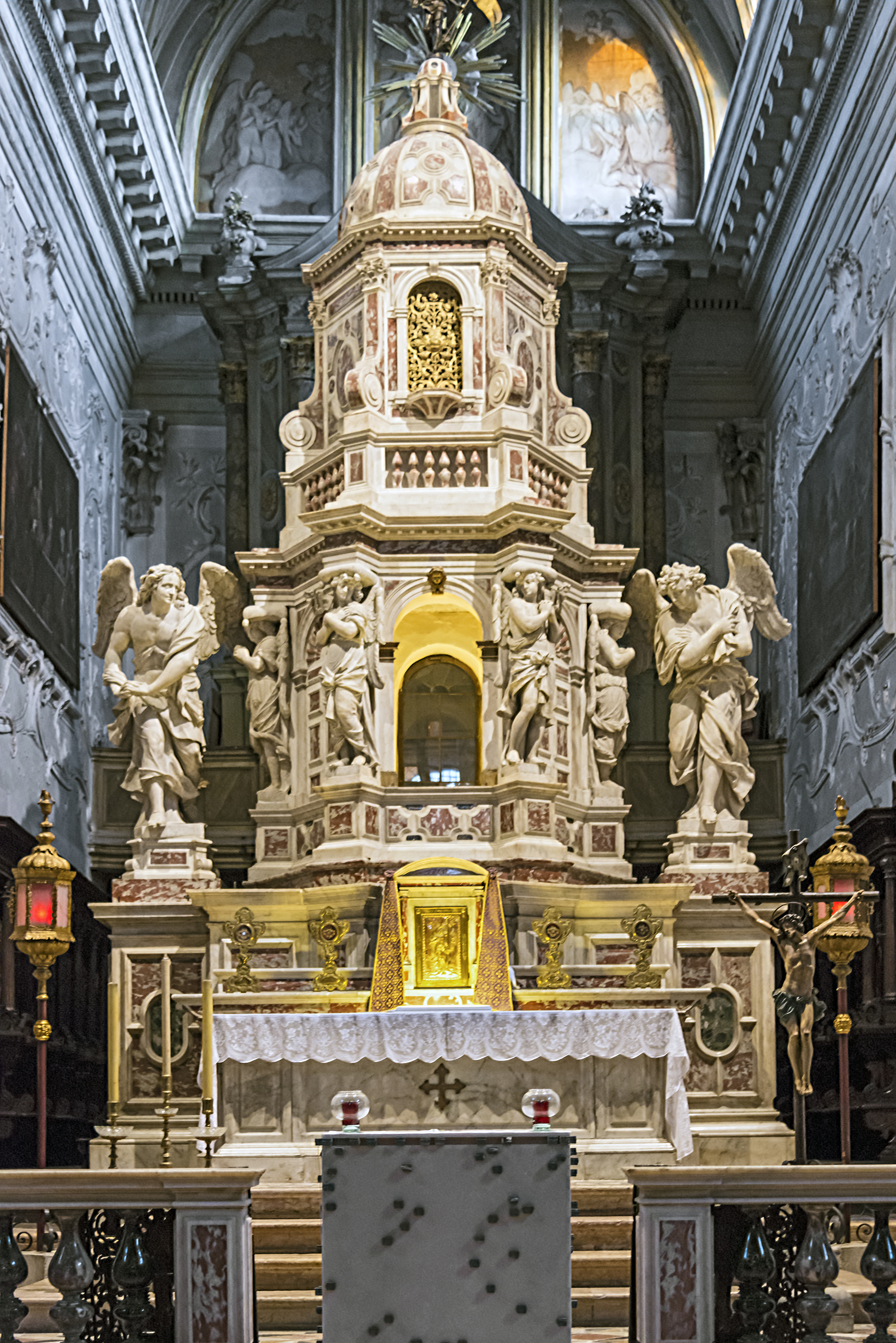
Hochaltar von Baldassare Longhena und Giusto Le Court

Die Ausmalung der Kirche stammt aus dem 17. und 18. Jahrhundert. Anders als Palladios Kirchen ist San Nicola üppig mit Stuckaturen, Ölgemälden, Fresken und einem vielfarbigen Marmorfußboden ausgestattet. Der Hochaltar entstand nach Entwürfen von Baldassare Longhena, die marmornen Engel neben dem Tabernakel schuf der aus Flandern stammende Bildhauer Giusto Le Court.
Gemälde und Fresken
Innerhalb der reichhaltigen malerischen Ausstattung der Kirche sind die bedeutendsten Altargemälde der Hl. Laurentius verteilt den Kirchenschatz an die Armen von Bernardo Strozzi (um 1640; links vor dem Chor) und die Vision des Hl. Hieronymus von Johann Liss (um 1627), sowie Gemälde von Padovanino und Palma il Giovane. Das illusionistische Kuppelfresko ist ein Werk von Gaetano Zompini.
Orgel
Die barocke Orgel der Kirche wird dem kroatisch-italienischen Orgelbauer Pietro Nacchini (1694–1769) zugeschrieben. Sie ist fast vollständig in ihrem ursprünglichen Zustand erhalten.
Grabmäler
In I Tolentini wurden die Dogen Giovanni I. Corner, Francesco Corner, Giovanni II. Corner und Paolo Renier bestattet. Das von Bernini inspirierte, prunkvolle Grabmal des Kardinals Gianfrancesco Morosini (1604–1678) von 1683, ist ein Werk des Genueser Bildhauers Filippo Parodi.

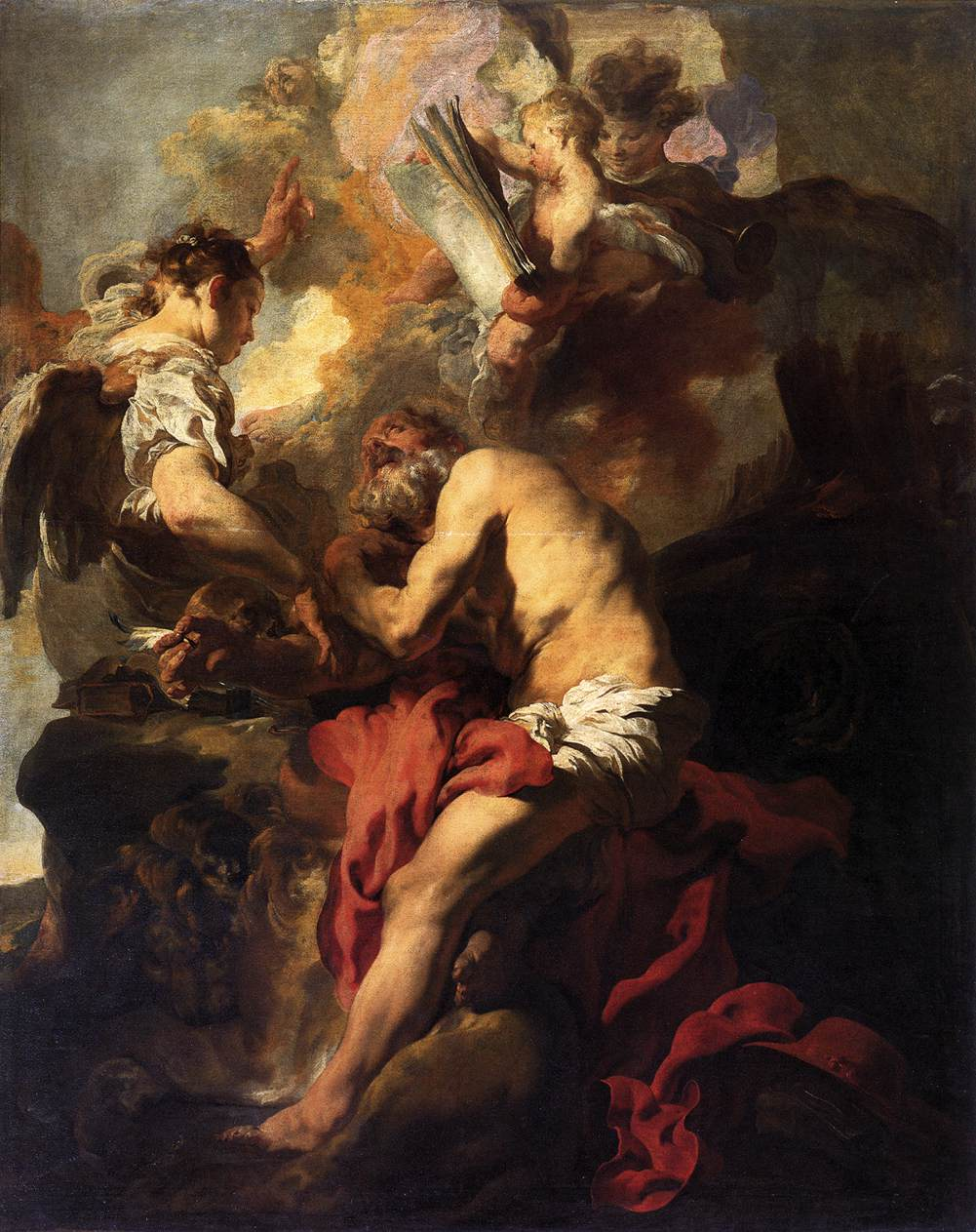
Johann Liss: Vision des hl. Hieronymus, um 1627
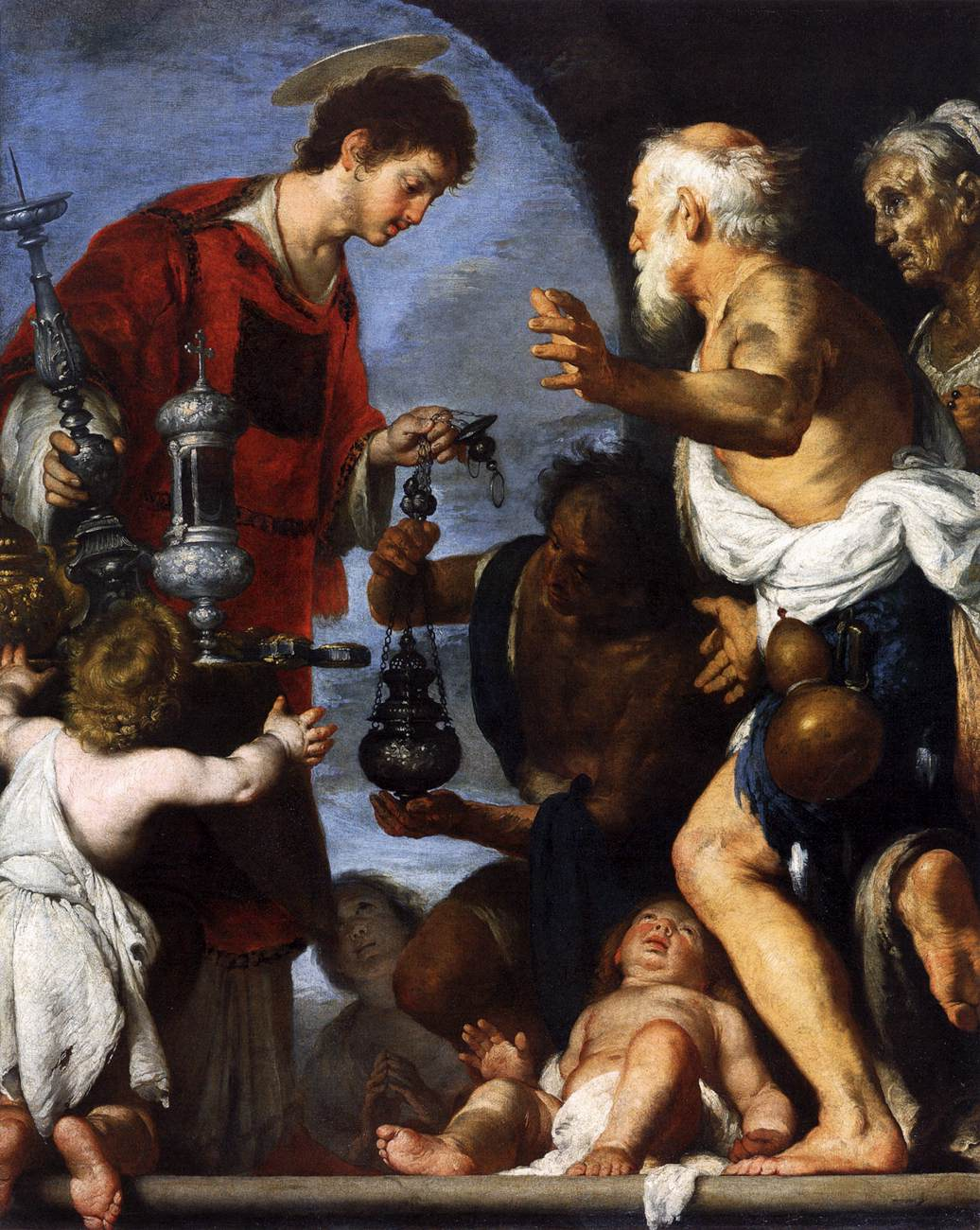
Bernardo Strozzi: Der hl. Laurentius verteilt den Kirchenschatz an die Armen, um 1640